# Elliptio complanata
Elliptio complanata е вид мида от семейство Unionidae. Видът не е застрашен от изчезване.

## Разпространение и местообитание
Разпространен е в Канада (Квебек, Нова Скотия, Ню Брънзуик и Онтарио) и САЩ (Вашингтон, Вирджиния, Върмонт, Делауеър, Джорджия, Западна Вирджиния, Кънектикът, Масачузетс, Мейн, Мериленд, Минесота, Мичиган, Ню Джърси, Ню Йорк, Ню Хампшър, Охайо, Пенсилвания, Род Айлънд, Северна Каролина, Уисконсин и Южна Каролина).
Обитава крайбрежията и пясъчните дъна на сладководни басейни, реки и потоци. Среща се на дълбочина около 2,3 m.

## Описание
Популацията на вида е нарастваща.